# Pheidole lilloi
Pheidole lilloi är en myrart som först beskrevs av Kusnezov 1952.  Pheidole lilloi ingår i släktet Pheidole och familjen myror. Inga underarter finns listade i Catalogue of Life.